# Santăul Mare
Santăul Mare (węg. Nagyszántó) – wieś w Rumunii, w okręgu Bihor, w gminie Borș. W 2011 roku liczyła 369 mieszkańców.